# Oseiro
Oseiro (llamada oficialmente San Tirso de Oseiro) es una parroquia y una aldea española del municipio de Arteijo, en la provincia de La Coruña, Galicia.

## Organización territorial
La parroquia está formada por quince entidades de población, constando seis de ellas en el nomenclátor del Instituto Nacional de Estadística español:

### Entidades de población
Entidades de población que forman parte de la parroquia:
- A Fraga
- A Pedreira
- As Aguceiras
- Frojel[6] (O Froxel)
- Galán
- Iglesario (O Igrexario)
- Oseiro
- Seijedo (O Seixedo)
- Ponte
- Pontellos
- Raña
- Rañobre
- Sabón
- Villarrodís (Vilarrodís)

### Despoblado
Despoblado que forma parte de la parroquia:
- Moucho (O Moucho)

## Demografía

### Parroquia
| Gráfica de evolución demográfica de Oseiro (parroquia) entre 2000 y 2018 |
|                                                                          |
| Datos según el nomenclátor publicado por el INE.                         |

### Aldea
| Gráfica de evolución demográfica de Oseiro (aldea) entre 2000 y 2018 |
|                                                                      |
| Datos según el nomenclátor publicado por el INE.                     |